# All The Wrong Places
All The Wrong Places – utwór polskiej piosenkarki Nataszy Urbańskiej, wydany w sierpniu 2011 roku jako singiel promujący album studyjny zatytułowany Poland... Why Not? (Red Edition) z 2011 roku. Piosenka została napisana przez samą wokalistkę we współpracy z Donnellem Shawnem, Osmo Ikonena i Jima Beanza, który został także producentem całego singla.

## Historia utworu

### Nagrywanie
Utwór powstał w 2010 roku na potrzeby promocji projektu Poland... Why Not? mającego na celu promowanie na świecie artystów polskiego pochodzenia, poprzez współpracę polskich wykonawców z amerykańskimi kompozytorami i producentami. Piosenka została napisana przez kalifornijskiego muzyka Donnella Shawna, estońskiego multiinstrumentalistę Osmo Ikonena oraz amerykańskiego producenta Jima Beanza. Urbańska stworzyła numer w Stanach Zjednoczonych pod okiem wytwórni Rokket Music oraz swojego międzynarodowego menedżera, Briana Allena. Sesja nagraniowa singla odbyła się w Sunset Sound Studio w Bryn Mawrze w Pensylwanii.
Piosenka jest „kawałkiem o poszukiwaniu miłości w najmniej odpowiednich miejscach”.

### Teledysk
Oficjalny teledysk do piosenki został nakręcony w Venice Beach w Los Angeles, jego reżyserem został David Palmer. Podczas kręcenia klipu Urbańska zagrała w stroju kąpielowym marki Esotiq. Premiera obrazka odbyła się 12 września 2011 roku, tydzień po premierze osiągnął on wynik ponad 200 tys. wyświetleń w serwisie YouTube.